# 리사 하워드
리사 하워드(Lisa Howard, 1963년 11월 24일 ~ )는 캐나다의 배우이다.

## 출연 작품
- 바운티 헌터 2 (1997)
- 파이널 컨플릭트 (1997)
- 바운티 헌터 (1996)
- 리프리케이터 (1994)
- 하이랜더 - TV 시리즈 (1992)
- 장미의 전쟁 (1989)
- 문스트럭 (1987)
- 1918 (1985)
- 우리 생애 나날들 (1965)